# Annibale Arces
Annibale Arces (Grottaglie, 5 aprile 1912 – Grottaglie, 29 marzo 1994) è stato un pittore italiano.
Penultimo di dieci figli manifestò un talento per il disegno fin dalla scuola elementare. Nel 1933 si iscrisse al liceo artistico di via Ripetta a Roma. 
È stato scenografo a Cinecittà dal 1936 al 1944 e a Buenos Aires dal 1946 al 1956. Dal 1956 fino alla morte è vissuto a Grottaglie.
La sua produzione artistica comprende prevalentemente nature morte e paesaggi, realizzate ad olio su tela e su tavola. Figurano anche alcuni ritratti.
La sua pittura è essenzialmente descrittiva e si distingue per la straordinaria visione prospettica e l'attraente gioco di luci, per le forme e i colori densi e reali degli oggetti e dei paesaggi. Come scenografo ha lavorato, per la Scalera Film, a Cinecittà dal 1936 al 1944 con i maggiori registi del tempo. Alla fine della seconda guerra mondiale e precisamente nel 1946 si recò in Argentina con un contratto di lavoro come scenografo presso il teatro Colon di Buenos Aires dove realizzò scene per le più grandi opere liriche. Fece anche lavori per i teatri: : "Astral","Cervantes", "Ateneo".
Tornato in Italia, nel 1956, si ritiro' a Grottaglie dove, oltre che a dipingere, lavoro' fino alla morte nell'azienda familiare.
Con la sua arte contribuì, con altri pittori, alla formazione della famosa "Scuola pittorica di Grottaglie",che rappresentò un fenomeno locale, sulla scia delle scuole "provinciali" diffuse nell'Ottocento e nei primi anni del Novecento.
Nel decennale della morte il Comune di Grottaglie volle onorarlo con una bellissima mostra comprendente tutta la sua vita artistica. A degna conclusione della manifestazione è stato pubblicato uno splendito catalogo a colori con più di duecento immagini realizzato per conto del Comune dalla Dottoressa Daniela De Vincentis. 
Tra i riconoscimenti:
- il "premio d'Italia" rilasciatogli nel 1986 a Calvatone dall'Accademia Italia,
- il "premio internazionale Giorgio Vasari conferitogli nel 1989 dall'Istituto d'Arte Contemporanea di Milano,
- il 1º premio "America 92, L'arte italiana nell'anno di Colombo" conferitogli a Genova nel 1992 dall'Istituto ligure di arte contemporanea.

La sua biografia e alcune sue opere sono state pubblicate: 
- nel volume "Da Cimabue al ‘900: vite dei grandi dell'arte" edito dall'Istituto d'Arte Contemporanea di Milano,
- nel volume "Rassegna dell'arte pugliese contemporanea 1943-1993"